# Scavolino
Scavolino è una frazione del comune di Pennabilli che conta circa 200 abitanti.

## Storia
Piuttosto scarse sono le informazioni precedenti l'anno 1000. La prima menzione di Scavolino è fatta nel diploma di Ottone I datato 962, documento che i più ritengono essere però un falso. La successiva citazione della frazione è in un testamento del Conte Girardo di Bertinoro datato 1062 dove, fra i castelli lasciati in eredità al figlio, risulta esservi anche Scavolino.
Prima del 1343 il castello rimase di proprietà dei Montefeltro: a quest'anno è infatti datato l'acquisto di metà della struttura da parte del conte Nerio Carpegna.
In un documento dell'anno 1371, che attribuisce la proprietà del castello a Rinalduccio Carpegna e Bandino Carpegna, è scritto che nell'area prossima al castello si contavano diciotto famiglie. Da questo periodo Scavolino fu per lungo tempo senza dubbio possesso dei conti di Carpegna.
Nel 1458, a seguito dell'alleanza fra i Carpegna ed i Malatesta, Federico da Montefeltro, preoccupato dalla vicinanza dello storico nemico, cinse d'assedio i castelli dei Carpegna, forte dell'appoggio della Chiesa e di Alfonso d'Aragona, re di Napoli. Le guerre si conclusero nel 1462 con la disfatta dei Malatesta sul Cesano. Il castello di Scavolino, come la gran parte dei possedimenti carpinei, venne saccheggiato dalle truppe di Federico d'Urbino.
A seguito dei trattati di pace e delle divergenze in seno agli stessi Carpegna sulla politica delle alleanze, il 4 dicembre 1463 il castello di Scavolino passò assieme a quelli di Gattara, Bascio e Miratoio nelle mani del Conte Francesco.
Ben presto, nel 1465, a costui successe il figlio Ugo che portò avanti un valido lavoro diplomatico sfociato nel 1484 con la concessione alla Contea della protezione papale da parte di Innocenzo VIII e con il patto d'accomandigia con la Repubblica Fiorentina stipulato il 26 marzo 1490.
Nel 1491, a seguito della rivendicazione di Giannicolò Carpegna, il duca d'Urbino invase la Contea, ma dovette recedere dai suoi propositi a seguito dell'intervento di Firenze. Al Conte Francesco successe il figlio secondogenito Tommaso, che fece costruire il nuovo castello e bonificò il lago che si trovava ai piedi della rocca trasformandolo in un'area tutt'oggi utilizzata per le coltivazioni. Tommaso si distinse come abilissimo diplomatico sapendosi destreggiare con abilità fra i potenti che si contendevano le terre limitrofe (il Duca d'Urbino e il Granduca di Toscana) e riuscendo persino nell'intento di allargare i confini della contea. Alla sua morte, avvenuta il 21 luglio 1610, la sua salma fu sepolta nella Chiesa Plebale di Scavolino, in quella che è oggi la chiesa dedicata a Santa Mustiola. Vale la pena di ricordare quello che fu probabilmente il più famoso dei figli di Tommaso: il quartogenito Ulderico Carpegna, cardinale della Chiesa cattolica entrato nella rosa dei papabili nel conclave dal quale uscì papa Alessandro VII. La Contea fu ereditata dal terzogenito Mario.
Nel 1685 Leopoldo I (Sacro Romano Imperatore e Capo della Casa d'Austria) insignì del titolo di Principe del Sacro Romano Impero Ulderico di Scavolino, per cui anche i suoi successori poterono fregiarsi del titolo di Principe. Questi, nel 1682 avrebbe trattato con i ministri di Francia la cessione della Contea di Scavolino, provocando così la reazione del Cardinale Gaspare Carpegna che acquistò Miratoio facendo recedere Ulderico dai propri propositi. Alla sua morte, nel 1728, Ulderico non aveva eredi diretti e si scatenò la lotta per la successione.
Questa si risolse il 31 agosto 1741, quando la spuntò il marchese Orsini de Cavalieri che ottenne anche il titolo principesco. La stirpe si protrasse fino al 7 maggio 1817; con la morte dell'ultima principessa di Scavolino si ebbe infatti la riunificazione dei due feudi che vennero devoluti nel 1819 alla Santa Sede con l'istituzione di un comune facente capo a Scavolino.
La sede del comune fu spostata a Bascio a seguito delle elezioni generali del 26 settembre 1920, quando vennero eletti solo 4 rappresentanti scavolinesi contro gli 11 di Bascio e Gattara. La popolazione del capoluogo storico non fu felice della novità. A seguito dei forti attriti fra Scavolino e Bascio venne modificato il nome del comune come "Comune di Scavolino sede di Bascio". Questo non fu che il preludio alla soppressione del Comune, che avvenne per Regio Decreto il 1º novembre 1928 con l'annessione a Pennabilli.

## Monumenti e luoghi d'interesse

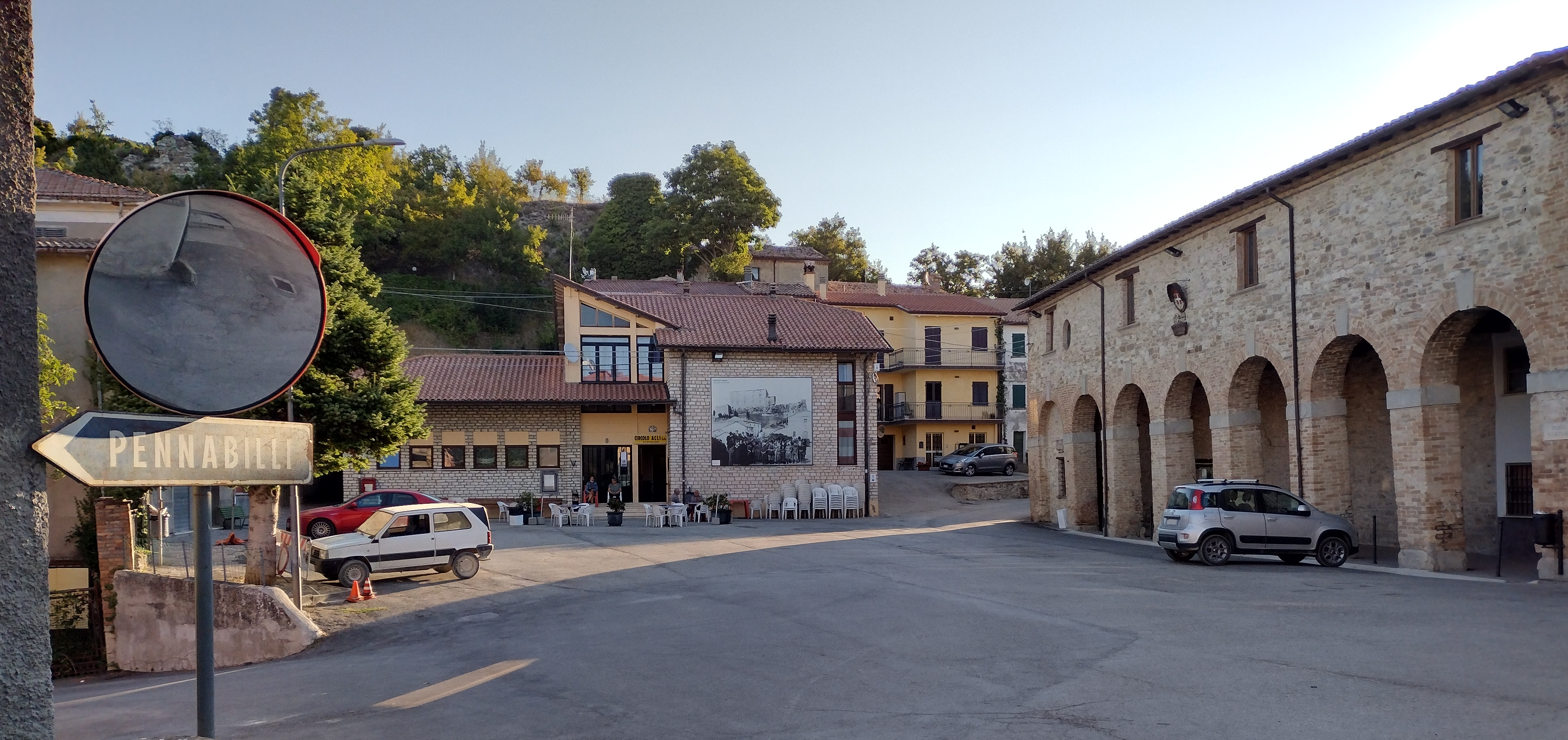
Piazza San Gaetano

I principali luoghi d'interesse sono il loggiato nella piazza principale, la località "La Croce", piccola collina dove trova ora spazio un monumento ai caduti durante la prima guerra mondiale ed il rudere del Palazzo baronale dei principi di Carpegna, un castello non visitabile un tempo residenza dei Carpegna.